# Bryoplathanon globifer
Bryoplathanon globifer – gatunek ważki z rodziny świteziankowatych (Calopterygidae); jedyny przedstawiciel rodzaju Bryoplathanon. Endemit wschodniej i południowo-wschodniej Brazylii.